# De Kruisberg (Doetinchem)

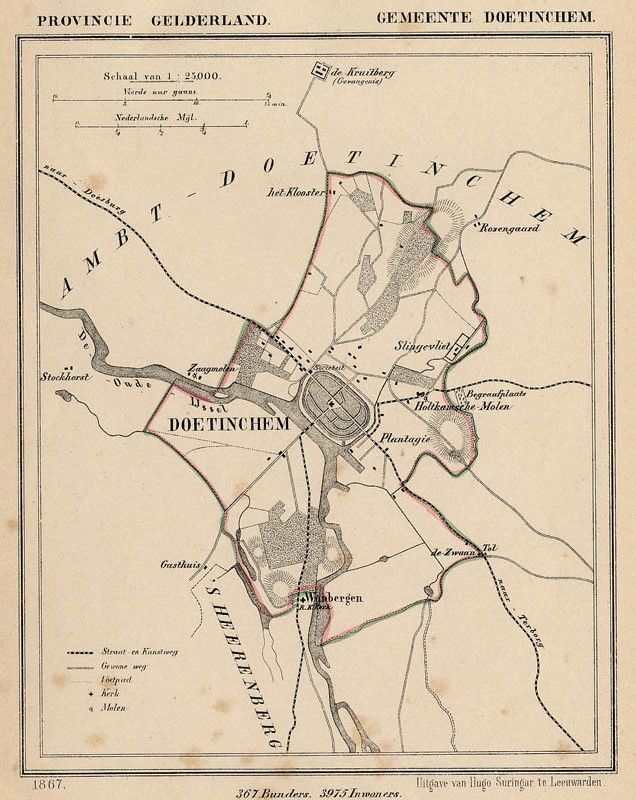
Kuyperkaart Doetinchem Stad (1866) waarop de Kruisberg vermeld is als Kruitberg (gevangenis)

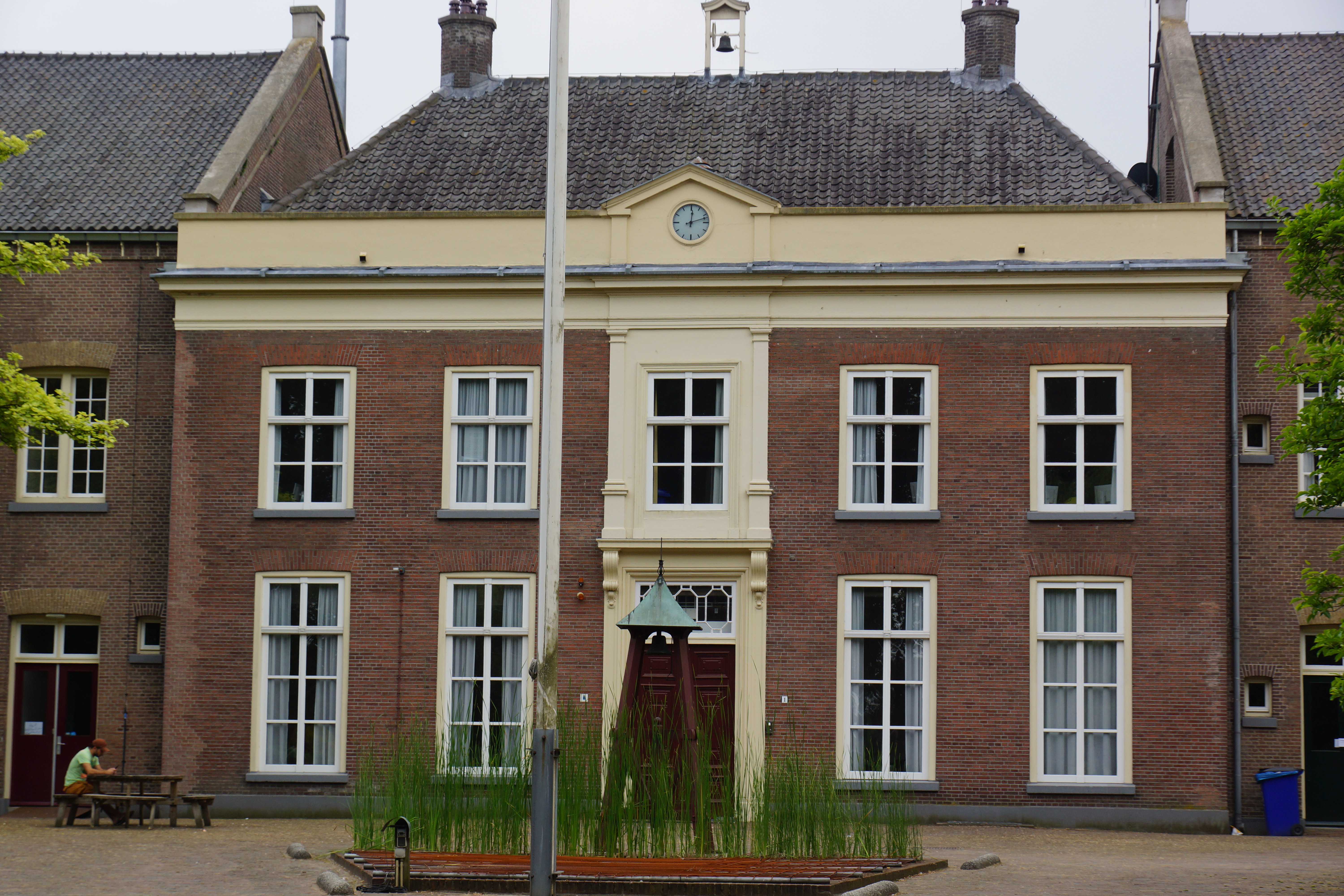
Kruisberg Doetinchem voormalig herenhuis (2015)

De Kruisberg in Doetinchem is een voormalige penitentiaire inrichting (PI). Het had deze functie van 1866 tot 18 april 2014. Daarna is het gebouw tot eind 2016 in gebruik geweest door het Centraal Orgaan opvang asielzoekers. Voordat het Rijk het pand aankocht was het een landgoed van 160 hectare dat in 1859 bij een veiling in 71 percelen uitgepond werd. In 1863 kocht het Rijk het perceel huis met ruim 25 hectare aan. 

## Geschiedenis
De oudste vermelding is van 1693 als Godfried Bachman en Anna van Wildenraeth, beiden telgen uit Doetinchemse regentengeslachten, het goed in bezit hebben. Het vermoeden is dat de familie Wildenraeth, die in Doetinchem gegoed was, al eerder de latere Kruisberg aangekocht had. Waarschijnlijk had Bachman De Kruisberg verworven uit de nalatenschap van zijn zwager Frans Christoffel van Wildenraet. In 1616 wordt in de directe omgeving Cruiskens guet genoemd. Als 'Heere Godefried Baackman' in 1703 de helft van het goed de Hulst in Langerak koopt wordt het beschreven als naest den Cruisberg of Bultermansstede. De Kruisberg was toen waarschijnlijk een boerderij met een aangebouwde herenkamer.
De Kruisberg is gelegen op een gedeelte van de gronden van het voormalige klooster Sion. Kloosters hadden vaak een uitbeelding van de kruisiging op de berg Golgotha. De nonnen van Sion woonden oorspronkelijk binnen de wallen van Doetinchem, maar bouwden in 1470 een nieuw klooster buiten de stad. In de Tachtigjarige Oorlog is dit klooster vernietigd en in 1580 zijn de stenen gebruikt voor de versteviging van de Doetinchemse stadsmuren. Na de Hervorming werden de kloostergoederen verkocht en is er het huidige huis gebouwd. Wie de bouwer was is onbekend. Aangenomen wordt dat het huis staat op een voormalige kruisberg of calvarieberg van het klooster Sion en dat daar de naam vanaf geleid is.
Luitenant-kolonel Bachman overleed in 1711 en in 1714 verkopen de weduwe en de kinderen, die met een hoge schuldenlast achtergebleven waren,  't erve en goed den Cruijsberg aan de Doesburgse postmeester, later burgemeester, Albert Curtius. Uit de omschrijving blijkt dat het om een boerderij gaat. In 1719 is er sprake van een hoffstede den Cruijsbergh. 

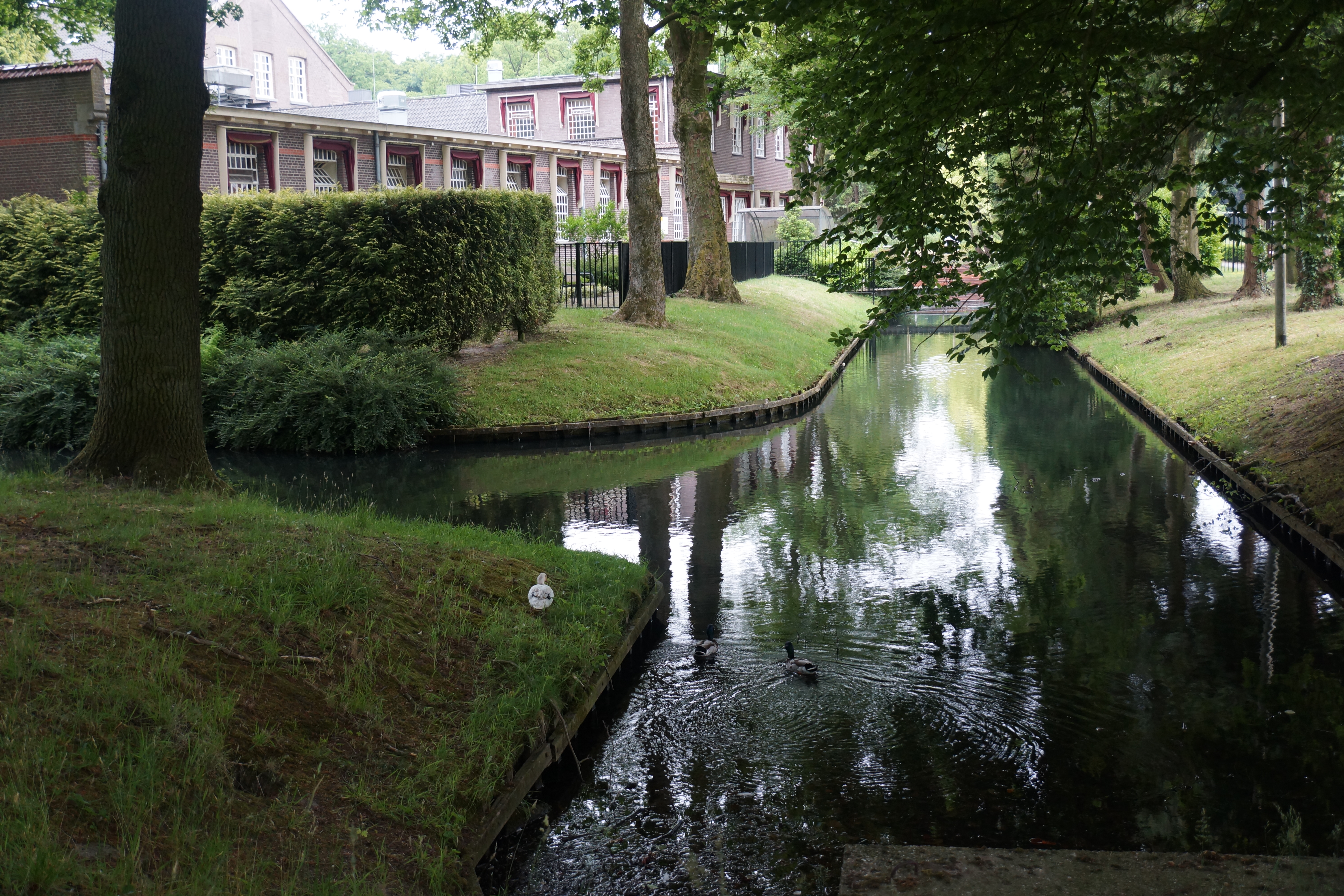
Kruisberg Doetinchem gracht (2015)

Albert Curtius was gehuwd met Petronella Deliane Poppen. Zij hebben het goed uitgebreid met aanliggende gronden en het geheel omgevormd tot een buitenplaats met herenhuis. In 1745 wordt het herenhuis genoemd als deel uitmakend van een omgracht complex. Vermoedelijke bouwmeester was de Zutphense stadsbouwmeester Gerrit Ravenschot. Het middengedeelte van het gevangeniscomplex is het oorspronkelijke herenhuis en is waarschijnlijk tussen 1720 en 1740 gebouwd.
In 1760 wordt het landgoed gekocht door Pieter Johan Bangeman (Batavia, 1725 - Amsterdam, 1783), (onder)koopman bij de VOC, waarschijnlijk ongehuwd. Hij heeft het huis vrijwel zeker alleen als buitenverblijf gebruikt. Tegen Bangeman werden vele processen gevoerd waardoor hij in de schulden geraakte, naar Amsterdam vertrok en de Kruisberg in februari 1772 verkocht aan Jacob C.M.E.A. van Heeckeren, gecommitteerde tot de VOC, zoon uit een oud Gelders riddermatig geslacht.
Jacob Christiaan Maria Evert Albrecht van Heeckeren (1736-1780) was een zoon van Walraven Robert van Heeckeren, heer van Enghuizen, te Hummelo. Hij was in 1756 beleend met Barlham tussen Doetinchem en Keppel, dat slechts bestond uit een poort en een boerderij. Hij huwde in 1771 met Geertruida Elisabeth Crommelin (1744-1816), dochter van Wigbold Crommelin. Hij woonde met zijn gezin op de Kruisberg, waar drie van zijn vier kinderen geboren zijn, en noemde zich 'heer van Barlham en Kruisberg'. In 1772 moest hij de Kruisberg vanwege hoge schulden verhypothekeren aan de raad en administrateur van Huis Bergh, mr. Johan Nepomucenus Hoevel. Van Heeckeren overleed in 1780.
Zijn weduwe ging in haar stadshuis in Zutphen wonen en verkocht in 1785 met toestemming van de Weeskamer de Kruisberg en Nederheide aan Adriaan Hendrik baron van Diest (1764-1858), ritmeester. Hij was schepen en raad van Doetinchem. Een aantal van hun zeven kinderen zijn gedoopt in de Waalse kerk en een aantal in de gereformeerde kerk. De van Diest's waren Oranjegezind en weken in de Franse tijd in 1797 uit naar Kleef. De Kruisberg zou een onderkomen geweest zijn voor dienstweigeraars. Zeker is dat het een militair hospitaal is geweest. Na de Franse tijd hebben de Van Diest's permanent op de Kruisberg gewoond. Van Diest overleed in 1858 op de Kruisberg. Zijn echtgenote twintig jaar eerder. 
Van Diest had het landgoed door grondaankopen in de omgeving uitgebreid tot een totale grootte van 160 ha. Bij laatste testament van 1858 had hij geregeld dat zijn ongehuwde dochter Johanna Catharina (1785-1867) maximaal een jaar zou mogen blijven wonen op de Kruisberg. Na een jaar moesten de onroerende bezittingen openbaar geveild worden. De veiling in 1859 splitste het landgoed in 71 percelen. Het herenhuis bijzonder tot Zomer- en Winterverblijf geschikt, het omgrachte huis, kwam met 25 hectare en de Bultermansstede aan Hermanus Craandijk (1831-1863), landhuishoudkundige (hereboer) uit Rekhem (andere kant van Doetinchem). Craandijk was afkomstig uit Amsterdam en een broer van de wandelende dominee Jacobus Craandijk. Hij heeft kort op de Kruisberg gewoond, zijn dochter Maria Petronella is er in 1862 geboren. In 1863 verkoopt Craandijk het herenhuis met 25 hectare aan het Rijk. Dit betekende het einde van de Kruisberg als landhuis.

## De Kruisberg als inrichting
In 1863 kocht het Rijk het omgrachte huisperceel waarop het achttiende-eeuwse landhuis met voorplein en enkele bijgebouwen, en 25 hectare grond waarop Bultermansstede. Er waren twee jaren van onderhandelingen aan voorafgegaan.
In 1861 besloot het Departement van Justitie dat de verouderde jeugdgevangenis in Rotterdam vervangen moest worden voor een nieuwe inrichting in een landelijke omgeving. Nadat rijksinspecteur mr. W.P.A. Grevelink de Kruisberg in het Ambt-Doetinchem een geschikte plek had bevonden volgde in 1862 een tweede bezoek waarbij de rijksbouwmeester ir. A.C. Pierson aanwezig was. Op 9 februari 1863 volgde het ministeriële besluit tot aankoop van de Kruisberg waarna op 2 maart 1863 voor f. 22.000 de overdracht plaats had.
De bijgebouwen op het voorplein werden afgebroken. In de jaren 1863-1865 werd naar een ontwerp van rijksbouwmeester Pierson het voormalige landhuis ingrijpend verbouwd en aan weerszijden met twee enorme zijvleugels, in sobere trant, uitgebreid. Doordat het oorspronkelijke herenhuis uit de toon viel werden de muren met driekwart meter opgehoogd. Tijdens de bouwwerkzaamheden zijn een aantal skeletten ontdekt van waarschijnlijk militairen uit de Franse periode toen het huis dienstdeed als militair hospitaal.

### Jongensgevangenis
In 1866 is De Kruisberg in gebruik genomen als jongensgevangenis. Op de attiek was de tekst 'HET GESTICHT DE KRUISBERG' aangebracht. Er was plaats voor 160 jongens, die verantwoordelijk waren gesteld voor een misdrijf en een hogere straf dan drie maanden uit moesten zitten. De eerste commandant was W.F. Treub uit Hoorn. Vanaf 1878 werden er, door ondercapaciteit in het 'Huis van Verbetering en Opvoeding' in Alkmaar, ook mannelijke opvoedelingen geplaatst. Daarmee werd De Kruisberg tevens Hulphuis van Verbetering en Opvoeding. Het ging om jongens van 10 tot 16 jaar, soms nog jonger, die geplaatst werden vanwege vaak kleinere vergrijpen, zoals bedelarij, diefstal, oplichting en landloperij.
In 1872-1873 wordt op het Kruisberg complex door de jongens zelf een kerkje gebouwd naar ontwerp van Johan Metzelaar, ingenieur-architect voor de gevangenissen en rechtsgebouwen van het Ministerie van Justitie. Het is in 1963 afgebroken. In 1962 is er een nieuw klein witgepleisterd kerkje geplaatst.
In 1880 doet dominee Jacobus Craandijk tijdens zijn wandelingen door Gelderland De Kruisberg aan. Er verblijven op dat moment 104 veroordeelden, wat een laag aantal was. Daarnaast verbleven er 47 opvoedelingen, die eigenlijk in het opvoedingsgesticht Alkmaar thuis hoorden. Craandijk schrijft met enthousiasme over de inrichting. De jongens bewerken het land. In de zijgebouwen worden verschillende ambachten beoefend zoals kleermaker en schoenmaker, timmeren, smeden, klompen- en mandenmaker en mattenvlechter. De slaapvertrekken bestaan uit één-persoons cellen. De jongens krijgen er onderwijs en doen aan gymnastiek, muziek en andere culturele vorming. Zondags wordt er godsdienstoefening gehouden.

### Rijksopvoedingsgesticht

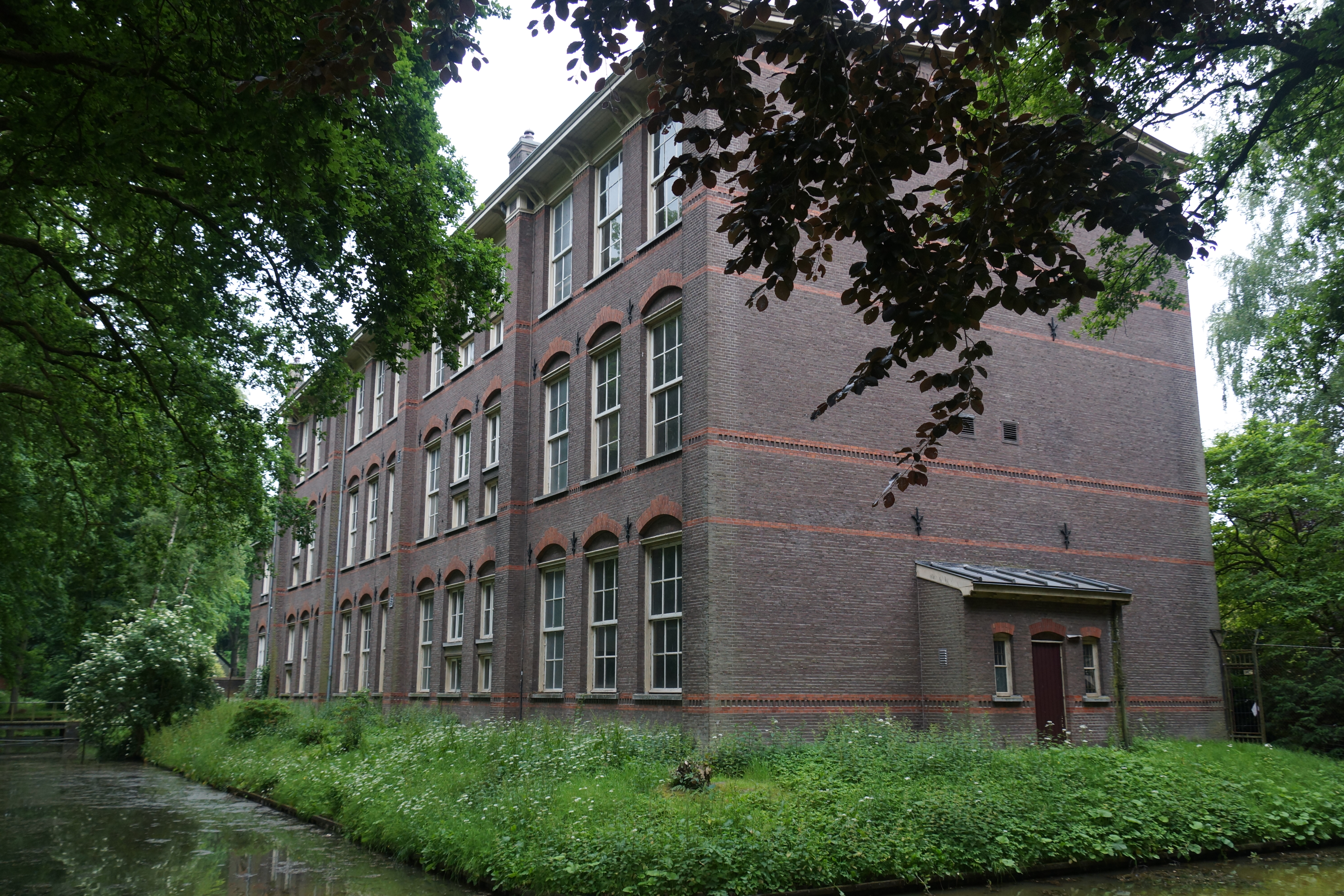
Kruisberg Doetinchem verblijfsgebouw 'De flat' uit 1899

Na invoering van de Gestichtenwet 1884 kreeg De Kruisberg de status Rijksopvoedingsgesticht (ROG). Aan het hoofd stond een College van Regenten en een directeur. Begin negentiger jaren negentiende eeuw is de rechtervleugel verbouwd zodat een uitbreiding ontstond tot totaal 241 plaatsen voor jongens.

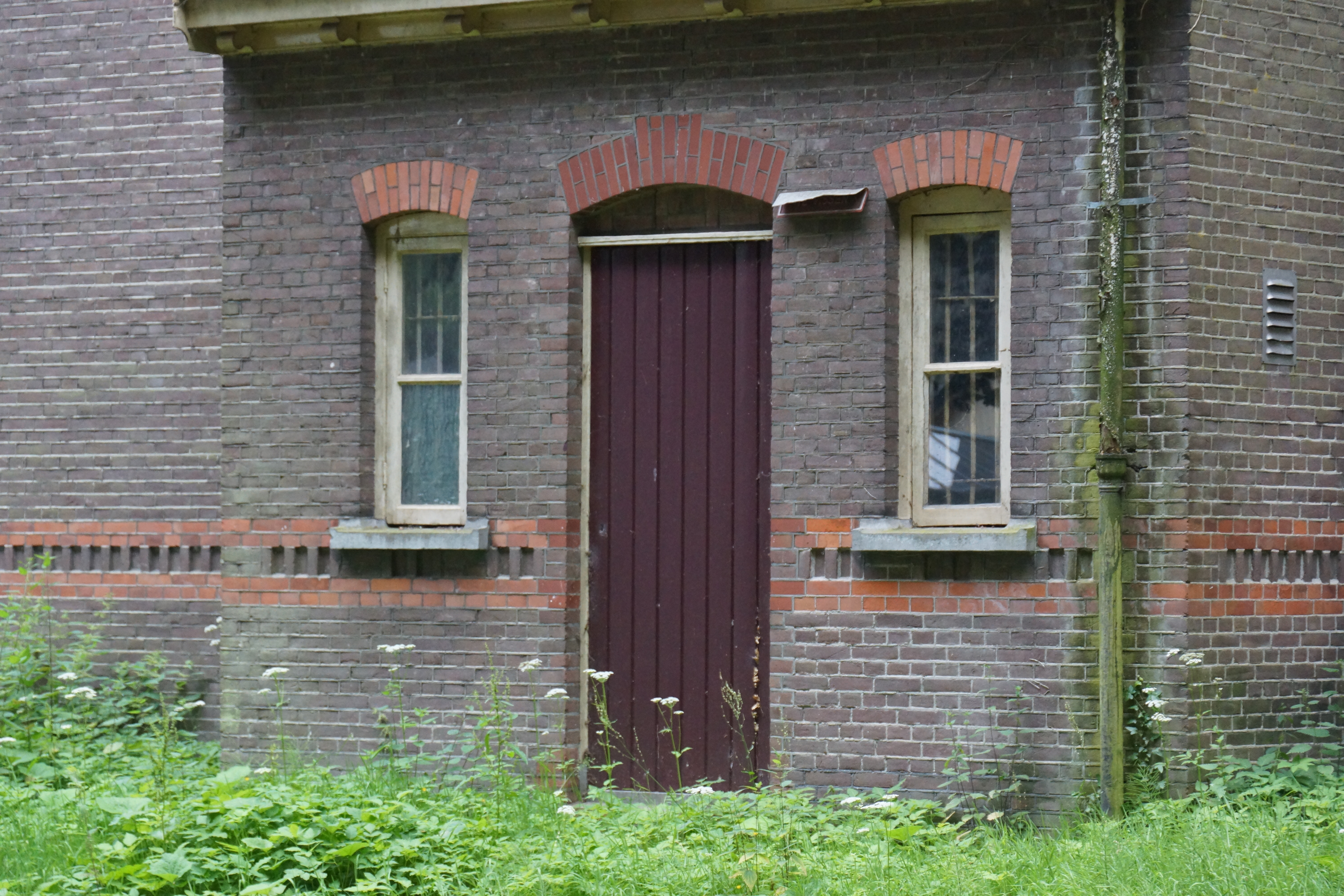
Kruisberg Doetinchem detail 'de flat'

In 1899 komt een nieuw verblijfsgebouw gereed naar een ontwerp uit 1892 van Willem Cornelis Metzelaar. Het ligt aan de zijde van de Kruisbergseweg, binnen de gracht en bestaat uit drie bouwlagen en heeft een ijzerconstructie. Aan de tuinzijde waren aan de kopgevel een nieuwe keuken en een badinrichting met wasserij en drogerij aangebouwd. De stijl is sober, de enige details van architectonische opsmuk zijn de banden en segmentboogjes in rode verblendsteen in het metselwerk van bruine baksteen. Dit is geheel volgens de karakteristieke Metzelaarstijl voor gevangenissen en inrichtingen. Het gebouw had de bijnaam 'de flat'. Het bijzondere aan het gebouw was dat het halverwege de verdiepingen voorzien was van wachtruimtes met een glazen wand, waardoor men overzicht had over de slaapunits. 
In 1905 werd Jan Klootsema (1867-1926) aangesteld als directeur van de De Kruisberg, deze functie zou hij tot aan zijn dood vervullen. Hij was vanaf 1901 adjunct-directeur geweest van het opvoedingsgesticht Alkmaar. Klootsema was zowel nationaal als internationaal bekend om zijn vernieuwende inzichten in de toegepaste pedagogie. Hij beschouwde misdadige kinderen als misdeelde kinderen. In 1929 is een memoriebank voor hem opgericht.

### Observatie-inrichting
Per 1 december 1912 kreeg De Kruisberg de status van observatie-(model)inrichting, nadat men in 1911 al aan de rechterzijde van het voorplein een observatiecomplex van zestien kamertjes gebouwd had, waarvoor de oude opstallen gesloopt waren. Het hoge gebouw uit 1899, 'de flat' werd verbouwd zodat er negen verblijfruimten en negen slaapzalen met alkoven aan 108 jongens plaats boden. In het rechtergedeelte van de middenbouw kwam ruimte voor 30 zwakzinnige jongens.

## Nazi-gevangenis
De Kruisberg werd in 1944 door de Sicherheitsdienst gevorderd. In de gevangenis zaten alleen gevangenen die al "uitverhoord" en veroordeeld waren. De meeste gevangenen waren Toteskandidat. Zij werden meestal doodgeschoten als represaillemaatregel in reactie op acties van het verzet. Zo werden op 2 maart 1945 in totaal 46 gevangenen uit de Kruisberg gefusilleerd bij het Rademakersbroek te Varsseveld, als vergelding voor een aanslag op Duitse militairen. Op 8 maart 1945 werden vijfentwintig gevangenen doodgeschoten bij Woeste Hoeve, samen met tweeëntachtig anderen, als wraak vanwege de aanslag op Hanns Rauter.